# Сады дьявола (Африка)

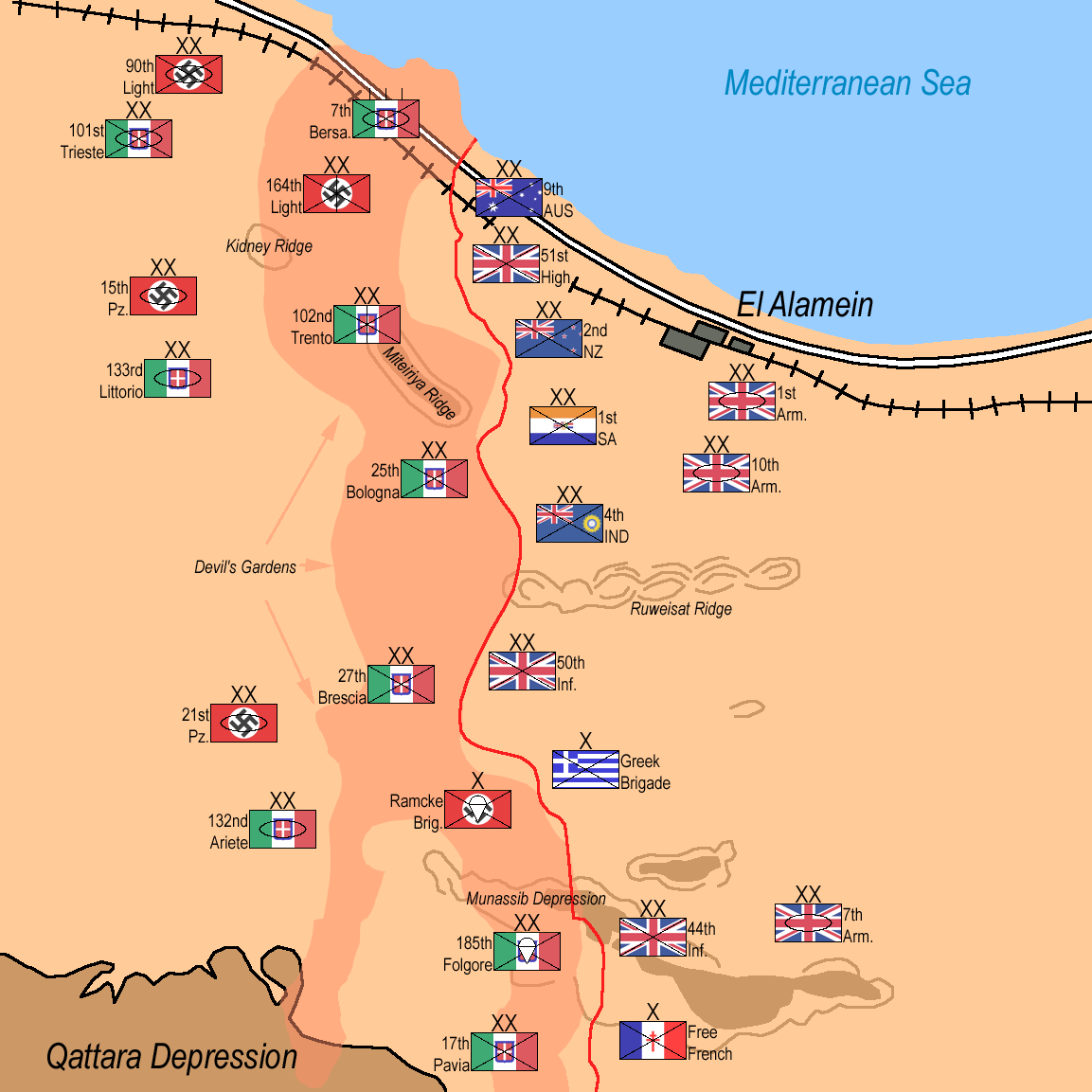
Расположение садов дьявола на карте сражения у Эль-Аламейна

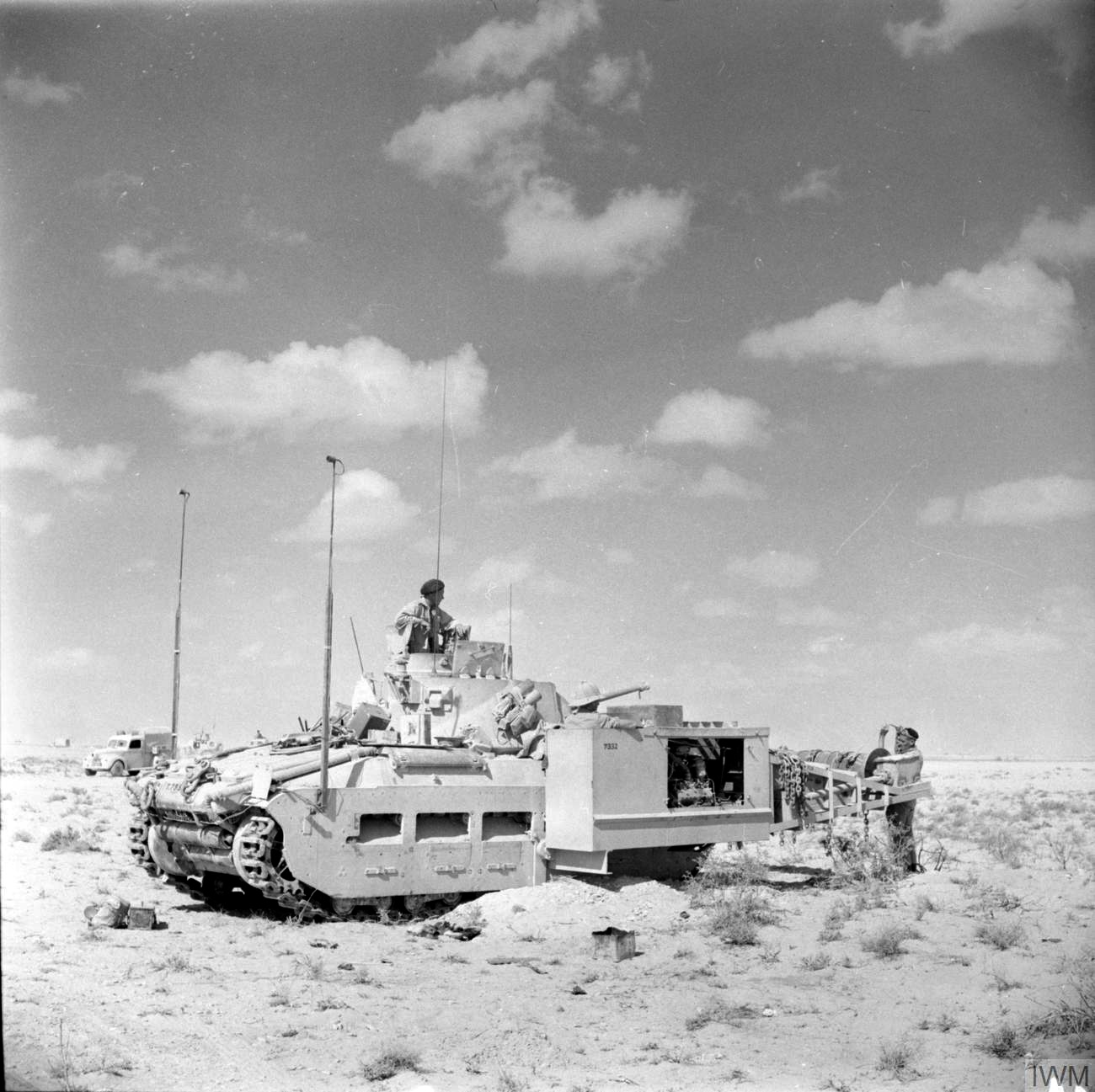
Разминирующее устройство на базе танка Матильда

 Сады дьявола (нем.  Teufelsgärten, англ. Devil's Gardens) — оборонительные заграждения состоящие из противотанковых мин и колючей проволоки, которые защищали немецкие и итальянские позиции во время второй битве при Эль-Аламейне (конец 1942 года). Данные заграждения простирались в Северной Африке от побережья Средиземного моря до впадины Каттара. Название «сады дьявола» оборонительным заграждениям дал генерал-фельдмаршал Роммель.
Для прорыва заграждений, британский командующий, генерал-лейтенант Бернард Монтгомери использовал инженерные войска, поддерживаемые пехотными бригадами 2-й Новозеландской дивизии, чтобы вернуть в оборонительные позиции войска стран Оси. Инженеры, использующие ручные инструменты были снабжены устройствами для разминирования Scorpion tank, оборудованными вращающимися цепями. Но такие механизмы были не эффективны, и нередко приходилось использовать ручной способ разминирования. Наличие  противопехотных мин также усложняло расчистку минных полей
Перед битвой было заложено около 3 миллионов мин, которые до сих пор представляют опасность для местного населения. По разным оценкам, 16 миллионов мин установленных европейцами во время 2 мировых войн, затронувших регион, и получивших название «сады дьявола», по-прежнему препятствуют развитию большей части мухафазы Матрух и постоянно устраняются.